# Transpaleta

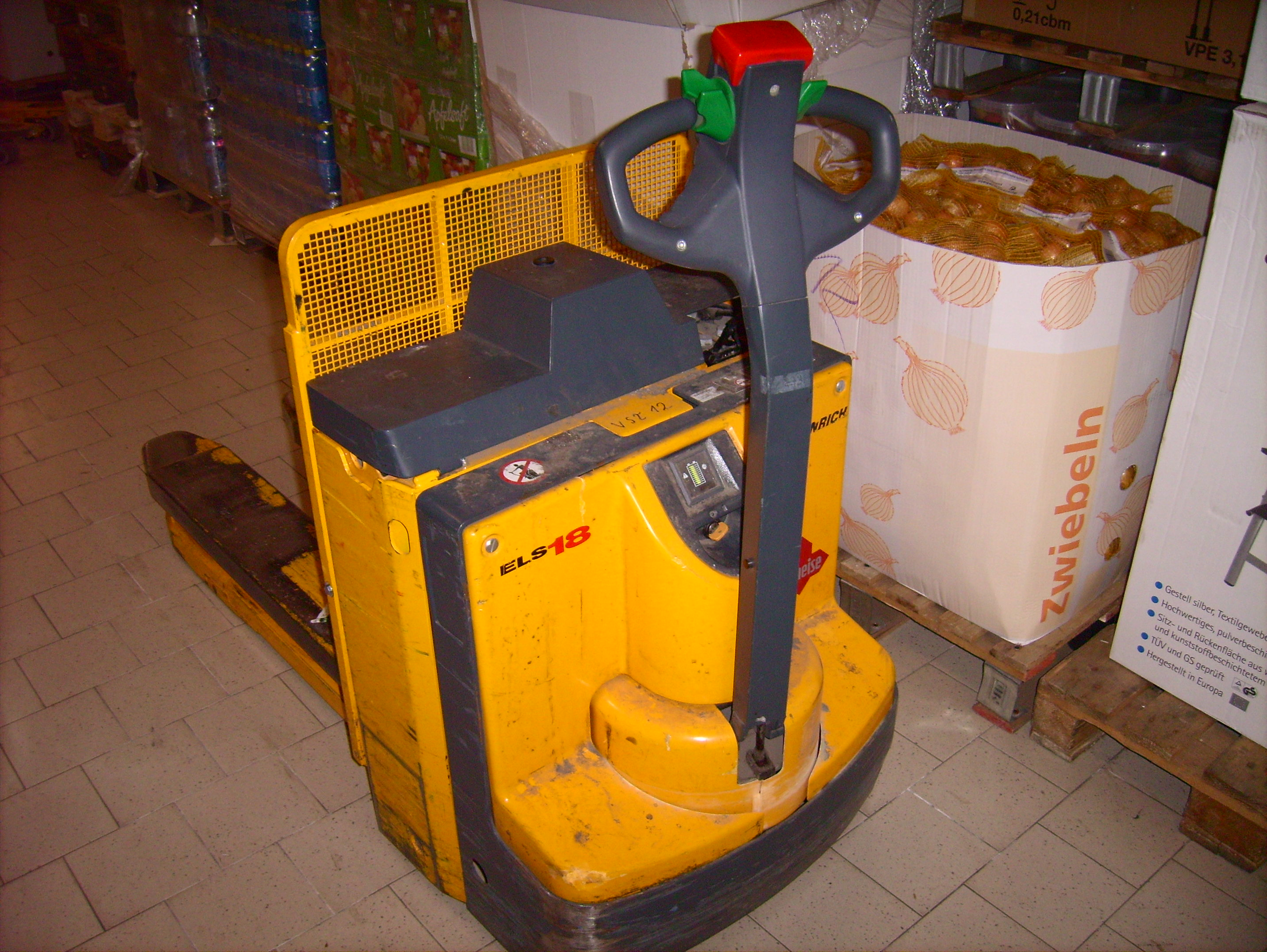
Transpaleta eléctrica.

Una transpaleta, transpalé o patín hidráulico es un aparato utilizado en almacenes para realizar diversas tareas relacionadas con el movimiento de la mercancía almacenada, tales como carga, descarga, traslado de unas zonas a otras del almacén y operaciones de picking.
Una transpaleta está formada por una horquilla de dos brazos paralelos y horizontales unidos a un cabezal donde se sitúan las ruedas directrices, el asidero y el equipo hidráulico  (y eléctrico en su caso).

## Tipos

### Transpaleta manual

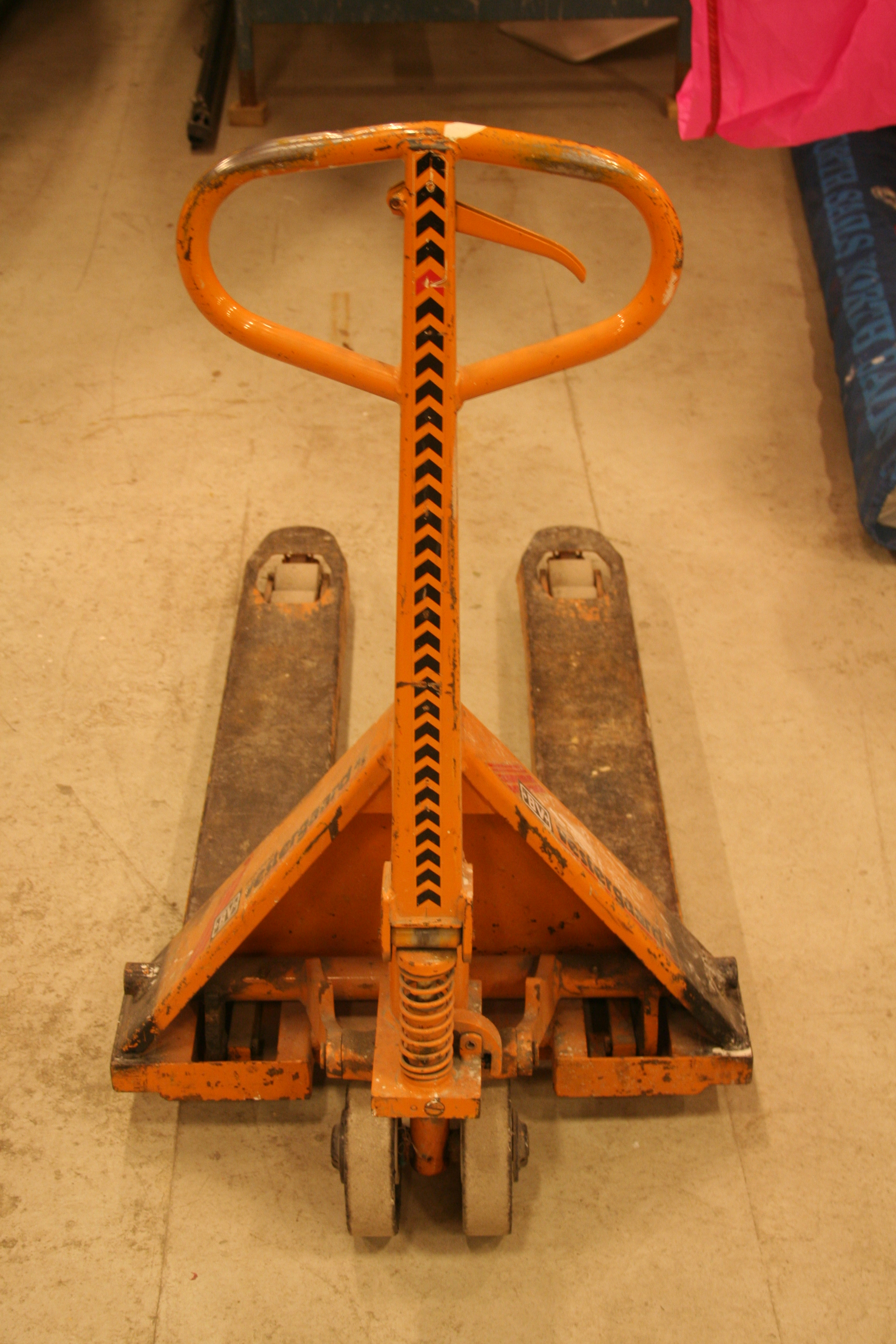
Una transpaleta manual.

La transpaleta manual o transpaleta hidráulica constituye un equipo básico, por su sencillez y eficacia y que tiene un uso generalizado en la manutención y traslado horizontal de cargas unitarias sobre palé, desde los lugares de operación -generalmente las máquinas- a los lugares de almacenamiento o viceversa.  Están más indicadas cuando su uso va a ser esporádico, cuando las distancias de desplazamiento no son muy grandes y cuando la carga a transportar no suele ser muy pesada.
La elevación de las horquillas (que tienen un desplazamiento vertical de 8 - 10 cm) se consigue con un pistón hidráulico que es accionado por el movimiento oscilatorio (vavién) que el operario realiza sobre el asidero cuando desea subir la carga;  el descenso se realiza liberando una palanca que actúa sobre  una válvula de descarga que hace regresar el fluido al depósito  consiguiendo vaciar el pistón por gravedad.  Usualmente pueden levantar un peso de hasta 2,500 kg (5500 lb).  
El desplazamiento horizontal se realiza tirando o empujando manualmente del asidero con el que también se le imprimen los movimientos de giro.  Aunque en un principio puede parecer excesivo el esfuerzo a realizar por una persona para desplazar el transpalé con ese peso, en realidad no es tan costoso gracias al sistema de ruedas y cojinetes que posee, siempre que se haga sobre pavimentos llanos, lisos y pulidos.

### Transpaleta eléctrica
La transpaleta eléctrica es una evolución de la transpaleta manual que está indicada para un uso más intensivo, incorpora  baterías y un motor eléctrico que realiza las funciones de desplazamiento y elevación, lo que permite desplazar las cargas con mayor facilidad al no exigir tanto esfuerzo físico del operario. Se utilizan cuando las cargas o las distancias sobrepasan los límites del manipulado manual o en los casos en los que la frecuencia de uso es alta.
La transpaleta eléctrica está pensada para el transporte de mercancías dentro de naves, centros logísticos o fábricas, para la carga y descarga en espacios reducidos o para la preparación de pedidos a bajo nivel. Existen modelos en los que el operador debe desplazarse a pie (como en el caso de las manuales) y otros  modelos que poseen unos estribos para que lo haga subido en la transpaleta.
Las transpaletas eléctricas funcionan con baterías que proporcionan una autonomía de 8 a 10 horas.

### Apilador eléctrico
En modelos de gran tamaño existen multitud de diseños y configuraciones   -siempre adaptados para trabajar en espacios reducidos-   que algunos resultan ser un híbrido entre transpaleta y carretilla elevadora, dado que poseen mástil y son capaces de elevar la carga a una cierta altura y están destinados para un uso intensivo al disponer de asiento favoreciendo el confort del operario.
Están orientados para trabajar en el angosto espacio que suele haber en los pasillos entre estanterías dado que su diseño es muy compacto y su configuración es en triciclo para ganar maniobrabilidad en los giros.

## Otros nombres

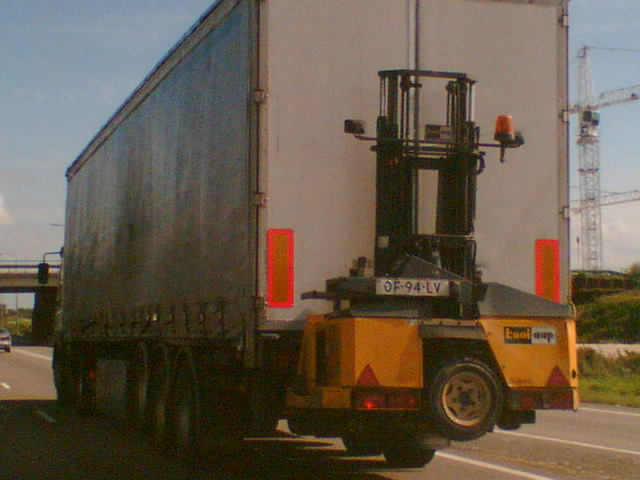
Apilador eléctrico transportado en un camión para realizar descargas en sitios que carezcan de medios de descarga.

En los diversos países hispoanohablantes se le denomina de muy diversas formas:
- Carretilla elevadora manual y traspaleta: España
- Mini: España
- Pallet Jack: Estados Unidos y ciertas zonas del Norte de México
- Portapalets: España, Chile
- Transpaleta: España, Chile
- Estoca: Perú (Derivado de la marca Stocka de la empresa peruana Malvex).
- Vaquilla: España
- Yegua: Chile
- Zorra: Argentina, Venezuela
- Patín de tarimas: México
- Gata, Uña, Lagarto: Uruguay
- Perra: Costa Rica